# Anelidi
Anelidi, VIS Anelidi, hrvatski zabavno-glazbeni sastav

## Povijest
Osnovan je u Galižani 1965. godine. Neprekidno djeluju sve do danas. Kroz sastav je prošlo više glazbenika. Najpoznatija postava bila je: Dario Burić, Branko Milošević, Aldo Spada, Claudio Vlacci, Bruno Zahtila. U sastavu su još bili Lucio Andreani, Mirko Cetinski, Božidar Gregorić, Aldo Rakić i Davor Žuljević.
Sudionici svih bitnijih glazbenih festivala u Hrvatskoj. Nastupali su i u Italiji, Austriji (Gradišće) i Francuskoj. Žanrovski su sljedbenici pop-rock izričaja 1960-ih, stopljenog s ljubavnim temama i hrvatski glazbeni izričaj s istarskog poluotoka. Njihova skladba Mala Keti prva je singlica nekog sastava iz Istre i ujedno njihov prvi veći uspjeh. Ističu im se još skladbe Ne reci da je svemu kraj, U konobi, Glorija, Geraldina i Tri naranče. 
Od osnivanja do prvog nosača zvuka prošlo je dosta vremena.

## Diskografija
Diskografija:
- Tiha noć je, moje zlato spava / Mala Keti, 1972.
- Baš me briga, 1972.
- Pjesma Vrsaru, 1973. (Mirko Cetinski i grupa Anelidi)
- Vera, 1973.
- Kad se vratim / Glorija, 1974.
- U latici tulipana, 1975.
- Mate, Mate, navijamo za te, 1976.
- Anelidi, 1988.
- Ne reci da je svemu kraj, 1989.
- Bila jednom ljubav jedna, 1992.
- Lipa nan je Istra, 1993.
- Anelidi su bili crnci (u suradnji s Liviom Morosinom), 1996.